# Isabell Gerschke
Isabell Gerschke (* 5. Juni 1979 in Potsdam, DDR) ist eine deutsche Schauspielerin. Ihren Durchbruch hatte sie 1996 als 14-Jährige Laura in dem Jugenddrama Crash Kids. Einem breiten Publikum wurde sie als Kriminaloberkommissarin Nora Lindner im Polizeiruf 110, als Polizeikommissarin Kristina Katzer in der Vorabendserie Heiter bis tödlich: Akte Ex und als Gynäkologin Dr. Ina Schulte in der Arztserie In aller Freundschaft bekannt.

## Leben

### Ausbildung und Privates
Isabell Gerschke wurde als Kind einer Lehrerin und eines Handwerkers in Potsdam geboren. Sie studierte 1999 Popgesang am Musicians Institute Hollywood unter Carol Rogers und Mike Campbell. Eine Bühnentanzausbildung absolvierte sie von 2001 bis 2003 bei Danceworks in Berlin. Gerschke gibt in Potsdam neben ihren schauspielerischen Verpflichtungen Tanzunterricht für Jugendliche und engagiert sich als Schirmherrin der Initiative „Kultür Potsdam“ für die Teilhabe aller Menschen am kulturellen Leben ihrer Heimatstadt. Sie hat zwei Töchter.

### Film und Fernsehen
Gerschke gab ihr Filmdebüt 1991 an der Seite von Werner Dissel in der Rolle der Verena in Hartmut Griesmayrs Unser Haus. Ihren Durchbruch hatte sie 1996 mit Partner Marek Harloff als 14-Jährige Laura in Petra Haffters Jugenddrama Crash Kids.
Seither wirkte sie in mehreren weiteren Spielfilmen mit, u. a. in Hartmut Schoens Psycho-Thriller Warten ist der Tod (1999) als Sylvia Matthes, als Elvira in Dominik Grafs Hotte im Paradies (2002), die Titelrolle Katrin Riede in der romantischen Komödie Mädchen über Bord (2005), als Nick in der Filmkomödie Zwei Wochen Chef (2007) von Annette Ernst und 2019 als Musikmanagerin Theresa Kostner an der Seite von Christoph M. Ohrt in Camping mit Herz.
Seit den späten 1990er Jahren übernimmt Gerschke regelmäßig Gastrollen in zahlreichen Krimiserien wie Tatort, Unser Charly, Wolffs Revier, Balko, Der Clown, Ein Fall für zwei (zwischen 2002 und 2008), Ein starkes Team (2003, 2012 und 2016), Wilsberg, Marie Brand und in den verschiedenen SOKO-Sendeformaten.
Feste Serienrollen hatte sie von 2010 bis 2013 in der Rolle der Kriminaloberkommissarin Nora Lindner in der Krimireihe Polizeiruf 110 als zusätzliche Verstärkung des Hallenser Ermittlerduos Schmücke und Schneider. Von 2012 bis 2016 spielte Gerschke in der Vorabendserie Heiter bis tödlich: Akte Ex die Polizeikommissarin Kristina Katzer. Seit 2020 gehört sie – nach mehreren Gastrollen in der Serie – als Gynäkologin Dr. Ina Schulte zur Hauptbesetzung von In aller Freundschaft.

## Filmografie

### Filme
- 1991: Unser Haus
- 1994: Natalie – Endstation Babystrich
- 1996: Game Over
- 1996: Crash Kids
- 1999: Warten ist der Tod
- 1999: Die Todesfahrt der MS Sea Star
- 2000: Wenn man sich traut
- 2000: Brennendes Schweigen
- 2001: Riekes Liebe
- 2001: Girl
- 2002: Hotte im Paradies
- 2005: Mädchen über Bord
- 2005: Bei hübschen Frauen sind alle Tricks erlaubt
- 2007: Zwei Wochen Chef
- 2008: Anonyma – Eine Frau in Berlin
- 2009: Liebe in anderen Umständen
- 2012: Little Thirteen
- 2012: Aus Liebe zu Dir
- 2016: Rose
- 2016: Verführt – In den Armen eines Anderen
- 2019: Leif in Concert Vol. 2
- 2019: Camping mit Herz
- 2019: Kopfplatzen
- 2023: The Investor

### Fernsehserien und -reihen
- 1996: Alarmcode 112 (Folge Mutproben)
- 1998: Tatort: Gefährliche Zeugin
- 1998: Wolffs Revier (Folge Im Namen des Vaters)
- 1998–2005: Unser Charly (8 Folgen)
- 2000: Balko (Folge Das Blutbad)
- 2001: Zwei Brüder (Folge Farbe der Nacht)
- 2001: Der Clown (Folge Die Falle)
- 2001: Bronski und Bernstein (Folge Blaue Augen)
- 2002: S.O.S. Barracuda (Folge Der Hai von Mallorca)
- 2002: Der kleine Mönch (Folge Blauer Stern)
- 2002–2008: Ein Fall für zwei (verschiedene Rollen, 4 Folgen)
- 2003: Ein starkes Team: Blutsbande
- 2005: Im Namen des Gesetzes (Folge 148: Zerbrochenes Eis)
- 2005: Sabine! (Folge Eine Nacht mit Folgen)
- 2005: Bis in die Spitzen (Folge 10)
- 2006: SOKO Kitzbühel (Folge Tödliche Trugbilder)
- 2007: Leo – Ein fast perfekter Typ (13 Folgen)
- 2007: Unter anderen Umständen: Bis dass der Tod euch scheidet
- 2007: SOKO Rhein-Main (Folge Vor Liebe blind)
- 2007: Pastewka (Folge Tricorder)
- 2007: In aller Freundschaft (Folge Unter Verdacht)
- 2008: Unschuldig (Folge Siri)
- 2008–2016: SOKO Köln (verschiedene Rollen, 2 Folgen)
- 2009–2020: Die Rosenheim-Cops (verschiedene Rollen, 3 Folgen)
- 2009–2023: SOKO Wismar (verschiedene Rollen, 2 Folgen)
- 2009: Klinik am Alex (Folge Nur geträumt)
- 2009: Alarm für Cobra 11 – Die Autobahnpolizei (Folge Die schwarze Madonna)
- 2009: Der Dicke/Die Kanzlei (2 Folgen)
- 2009: Flemming (Folge Das Blut der Liebe)
- 2010–2013: Polizeiruf 110 (Folgen 43–50) → siehe Schmücke und Schneider
- 2010: Das Duo: Bestien
- 2010: Lasko – Die Faust Gottes (Folge Schwestern im Glauben)
- 2011: In aller Freundschaft – Was wirklich zählt (Serienspecial)
- 2012: Stralsund: Blutige Fährte
- 2012: Ein starkes Team: Die Gottesanbeterin
- 2012–2016: Heiter bis tödlich: Akte Ex (23 Folgen)
- 2013: Fluss des Lebens (Folge Verloren am Amazonas)
- 2013: Der Alte (Fernsehserie, Folge Gekauftes Glück)
- 2013: In aller Freundschaft – Bis zur letzten Sekunde (Serienspecial)
- 2015: Wilsberg: Bauch, Beine, Po
- 2016: Ein starkes Team: Geplatzte Träume
- 2016: Marie Brand und die Schatten der Vergangenheit
- 2017: Dr. Klein (Folge Konsequenzen)
- 2018: Nord bei Nordwest – Sandy
- 2018: Der Bergdoktor (Folge Zwiespalt)
- 2018: Letzte Spur Berlin (Folge Entgleist)
- 2018: Beck is back! (Folge Ausbruch)
- 2018: SOKO Potsdam (Folge Ein schwerer Fehler)
- 2018: Bettys Diagnose (Folge Unangenehme Wahrheiten)
- 2019: SOKO München (Folge Muki)
- 2019: Heldt (Folge Ab in die Tonne)
- 2020: Der Staatsanwalt (Folge Gestorben wird immer)
- 2020: Wilsberg: Vaterfreuden
- 2020: Die Chefin (Folge Kaltblütig)
- seit 2020: In aller Freundschaft
- 2021: Toni, männlich, Hebamme – Gestohlene Träume
- 2021: Über Land (Folge In Sachen Liebe)
- 2022–2025: In aller Freundschaft – Die jungen Ärzte (2 Folgen)
- 2024: Mandat für Mai (5 Folgen)